# Мигойниці
Мигойниці (словен. Migojnice) — поселення в общині Жалець, Савинський регіон, Словенія. 
Висота над рівнем моря: 288,7 м.